# Gamma (eenheid)
De gamma is een verouderde eenheid voor magnetische inductie. Tot 4 juni 1970 was de gamma samen met de eenheid gauss een geldige eenheid in het cgs-stelsel. Het symbool voor de gamma is γ.
1 γ = 10−9 T = 1 nT.
De gamma is geen SI-eenheid. Officieel gebruik is niet toegestaan.